# Transports en commun de Saint-Gaudens
Les transports en commun de Saint-Gaudens, nommés plus simplement Movigo, est le réseau de transports urbains desservant la ville de Saint-Gaudens, dans le département de la Haute-Garonne, en France.

## Lignes régulières
Le réseau de transports en commun de Saint-Gaudens se compose de sept lignes régulières. Elles sont toutes circulaires et partent et finissent de la Place du Foirail (la gare centrale) dans le centre-ville de Saint-Gaudens.
| Ligne | Caractéristiques | Caractéristiques                    | Caractéristiques                    | Caractéristiques                    | Caractéristiques                    | Caractéristiques                           | Caractéristiques                         | Caractéristiques                    | Caractéristiques                    |
| 1     | Ligne 1 | Ligne 1                             | Ligne 1                             | Ligne 1                             | Ligne 1                             | Ligne 1                                    | Ligne 1                                  | Ligne 1                             | Ligne 1                             |
| 1     | Place du Foirail ⥋ Place du Foirail | Place du Foirail ⥋ Place du Foirail | Place du Foirail ⥋ Place du Foirail | Place du Foirail ⥋ Place du Foirail | Place du Foirail ⥋ Place du Foirail | Place du Foirail ⥋ Place du Foirail        | Place du Foirail ⥋ Place du Foirail      | Place du Foirail ⥋ Place du Foirail | Place du Foirail ⥋ Place du Foirail |
| ----- | --- | ----------------------------------- | ----------------------------------- | ----------------------------------- | ----------------------------------- | ------------------------------------------ | ---------------------------------------- | ----------------------------------- | ----------------------------------- |
| 1     | Ouverture / Fermeture — / — | Longueur —                          | Durée 7 min                         | Nb. d’arrêts 5                      | Matériel —                          | Jours de fonctionnement L, Ma, Me, J, V, S | Jour / Soir / Nuit / Fêtes O / — / N / N | Voy. / an —                         | Dépôt —                             |
| 1     | Desserte : - Ville et lieux desservis : Saint-Gaudens (ALSH, Place Camparan, Lycée Casteret) |                                     |                                     |                                     |                                     |                                            |                                          |                                     |                                     |
| 1     | Autre : |                                     |                                     |                                     |                                     |                                            |                                          |                                     |                                     |
| 1     | Dernière actualisation : — … |                                     |                                     |                                     |                                     |                                            |                                          |                                     |                                     |
| 2     | Ligne 2 | Ligne 2                             | Ligne 2                             | Ligne 2                             | Ligne 2                             | Ligne 2                                    | Ligne 2                                  | Ligne 2                             | Ligne 2                             |
| 2     | Place du Foirail ⥋ Place du Foirail |                                     |                                     |                                     |                                     |                                            |                                          |                                     |                                     |
| 2     | Ouverture / Fermeture — / — | Longueur —                          | Durée 3 min                         | Nb. d’arrêts 7                      | Matériel —                          | Jours de fonctionnement L, Ma, Me, J, V, S | Jour / Soir / Nuit / Fêtes O / — / N / — | Voy. / an —                         | Dépôt —                             |
| 2     | Desserte : - Ville et lieux desservis : Saint-Gaudens (gare centrale place du Foirail, Mas St Pierre / A.L.S.H., Troubadours, cimetiere a la demande, place Camparan, gare centrale place du Foirail)                                                                    |                                     |                                     |                                     |                                     |                                            |                                          |                                     |                                     |
| 2     | Autre : |                                     |                                     |                                     |                                     |                                            |                                          |                                     |                                     |
| 2     | Dernière actualisation : — ... |                                     |                                     |                                     |                                     |                                            |                                          |                                     |                                     |
| 3     | Ligne 3 | Ligne 3                             | Ligne 3                             | Ligne 3                             | Ligne 3                             | Ligne 3                                    | Ligne 3                                  | Ligne 3                             | Ligne 3                             |
| 3     | Place du Foirail ⥋ Place du Foirail |                                     |                                     |                                     |                                     |                                            |                                          |                                     |                                     |
| 3     | Ouverture / Fermeture — / — | Longueur —                          | Durée 12 min                        | Nb. d’arrêts 8                      | Matériel —                          | Jours de fonctionnement L, Ma, Me, J, V, S | Jour / Soir / Nuit / Fêtes O / — / N / — | Voy. / an —                         | Dépôt —                             |
| 3     | Desserte : - Ville et lieux desservis : Saint-Gaudens (gare centrale place du Forail, caisse prim.ass.maladie, hôpital, Cité des artistes, place du Lanta, Maréchal Joffre, gare centrale place du Foirail                                                               |                                     |                                     |                                     |                                     |                                            |                                          |                                     |                                     |
| 3     | Autre : |                                     |                                     |                                     |                                     |                                            |                                          |                                     |                                     |
| 3     | Dernière actualisation : — ... |                                     |                                     |                                     |                                     |                                            |                                          |                                     |                                     |
| 4     | Ligne 4 | Ligne 4                             | Ligne 4                             | Ligne 4                             | Ligne 4                             | Ligne 4                                    | Ligne 4                                  | Ligne 4                             | Ligne 4                             |
| 4     | Place du Foirail ⥋ Place du Foirail |                                     |                                     |                                     |                                     |                                            |                                          |                                     |                                     |
| 4     | Ouverture / Fermeture — / — | Longueur —                          | Durée 14 min                        | Nb. d’arrêts 4                      | Matériel —                          | Jours de fonctionnement L, Ma, Me, J, V, S | Jour / Soir / Nuit / Fêtes O / — / N / — | Voy. / an —                         | Dépôt —                             |
| 4     | Desserte : - Ville et lieux desservis : Saint-Gaudens (gare centrale place du Foirail, Unite territoriale action médico sociale, Maréchal Foch, Sede- Régie des transports a la demande, Boulevard Sommer, Avenue Foch, Place nationale, gare centrale place du Foirail) |                                     |                                     |                                     |                                     |                                            |                                          |                                     |                                     |
| 4     | Autre : |                                     |                                     |                                     |                                     |                                            |                                          |                                     |                                     |
| 4     | Dernière actualisation : — ... |                                     |                                     |                                     |                                     |                                            |                                          |                                     |                                     |
| 5     | Ligne 5 | Ligne 5                             | Ligne 5                             | Ligne 5                             | Ligne 5                             | Ligne 5                                    | Ligne 5                                  | Ligne 5                             | Ligne 5                             |
| 5     | Place du Foirail ⥋ Place du Foirail |                                     |                                     |                                     |                                     |                                            |                                          |                                     |                                     |
| 5     | Ouverture / Fermeture — / — | Longueur —                          | Durée 10 min                        | Nb. d’arrêts 7                      | Matériel —                          | Jours de fonctionnement L, Ma, Me, J, V, S | Jour / Soir / Nuit / Fêtes O / — / N / — | Voy. / an —                         | Dépôt —                             |
| 5     | Desserte : - Ville et lieux desservis : Saint-Gaudens (gare centrale place du Foirail, Lotissement Sainte-Anne, Sainte-Anne, gare centrale place du Foirail) |                                     |                                     |                                     |                                     |                                            |                                          |                                     |                                     |
| 5     | Autre : |                                     |                                     |                                     |                                     |                                            |                                          |                                     |                                     |
| 5     | Dernière actualisation : — ... |                                     |                                     |                                     |                                     |                                            |                                          |                                     |                                     |
| 6     | Ligne 6 | Ligne 6                             | Ligne 6                             | Ligne 6                             | Ligne 6                             | Ligne 6                                    | Ligne 6                                  | Ligne 6                             | Ligne 6                             |
| 6     | Place du Foirail ⥋ Place du Foirail |                                     |                                     |                                     |                                     |                                            |                                          |                                     |                                     |
| 6     | Ouverture / Fermeture — / — | Longueur —                          | Durée 15 min                        | Nb. d’arrêts 8                      | Matériel —                          | Jours de fonctionnement L, Ma, Me, J, V, S | Jour / Soir / Nuit / Fêtes O / — / N / — | Voy. / an —                         | Dépôt —                             |
| 6     | Desserte : - Ville et lieux desservis : Saint-Gaudens (gare centrale place du Foirail, lycée Casteret, place comparan, piscine, encore, caussades, Pégot - Libération - S/S Pref, Gare centrale place du foirail)                                                        |                                     |                                     |                                     |                                     |                                            |                                          |                                     |                                     |
| 6     | Autre : |                                     |                                     |                                     |                                     |                                            |                                          |                                     |                                     |
| 6     | Dernière actualisation : — ... |                                     |                                     |                                     |                                     |                                            |                                          |                                     |                                     |

## Transports à la demande
Le réseau compte également un service de transport à la demande, qui dessert la commune de Saint-Gaudens ainsi que quelques communes voisines. Il dessert Aspret-Sarrat, Estancarbon, Labarthe-Inard, Labarthe-Rivière, Landorthe, Lalouret-Lafteau, Larcan, Lespiteau, Liéoux, Lodes, Miramont-de-Comminges, Points-Inard, Régades, Rieucazé, Saint-Ignan, Saint-Marcet, Saux-et-Pomarède, Savarthès, Valentine ,Villeneuve-de-Rivière et Montrejeau.